# Stepan Demirchyan
Stepan Demirchyan (Armenian: en armenio: Ստեփան Դեմիրճյան) (nacido el 7 de junio de 1959) es un político armenio e hijo del dirigente de la era comunista, Karen Demirchyan.

## Biografía
Stepan Demirchyan Nació en Ereván y recibió su grado del Instituto Politécnico de Ereván en 1981. Es un ingeniero electrónico y un profesor en Ciencias Técnicas. De 1981 a 1986 trabajó primero como trabajador especializado y trabajador especializado sénior más tardío, supervisor-probationer, cabeza de estación y entonces cabeza de diputado de la tienda de asamblea en los Motores Eléctricos Complejo Industrial bajo el Ministerio de Industria de Tecnologías Eléctricas. De 1984 a 1986 trabajó como un ingeniero de ayudante en los Motores Eléctricos Complejo Industrial. De 1986 a 1988 trabajó primero como ingeniero de jefe y más tarde director suplente en la Planta de Construcción de Programar Equipamiento bajo el Ministerio de URSS de Equipamiento, la automatización Significa y Sistemas de Administración. Los próximos quince años estuvieron gastados como el director general del Complejo Industrial Marte.
Fue un candidato en la elección presidencial de 2003. 
El 25 de mayo de 2003 esté es elegido para la Asamblea Nacional de la lista proporcional de la Alianza de Justicia y es el dirigente de la Fracción de Justicia y el partido de las Personas de Armenia.
Demirchyan Es casado y tiene tres niños.